# Fietstrommel

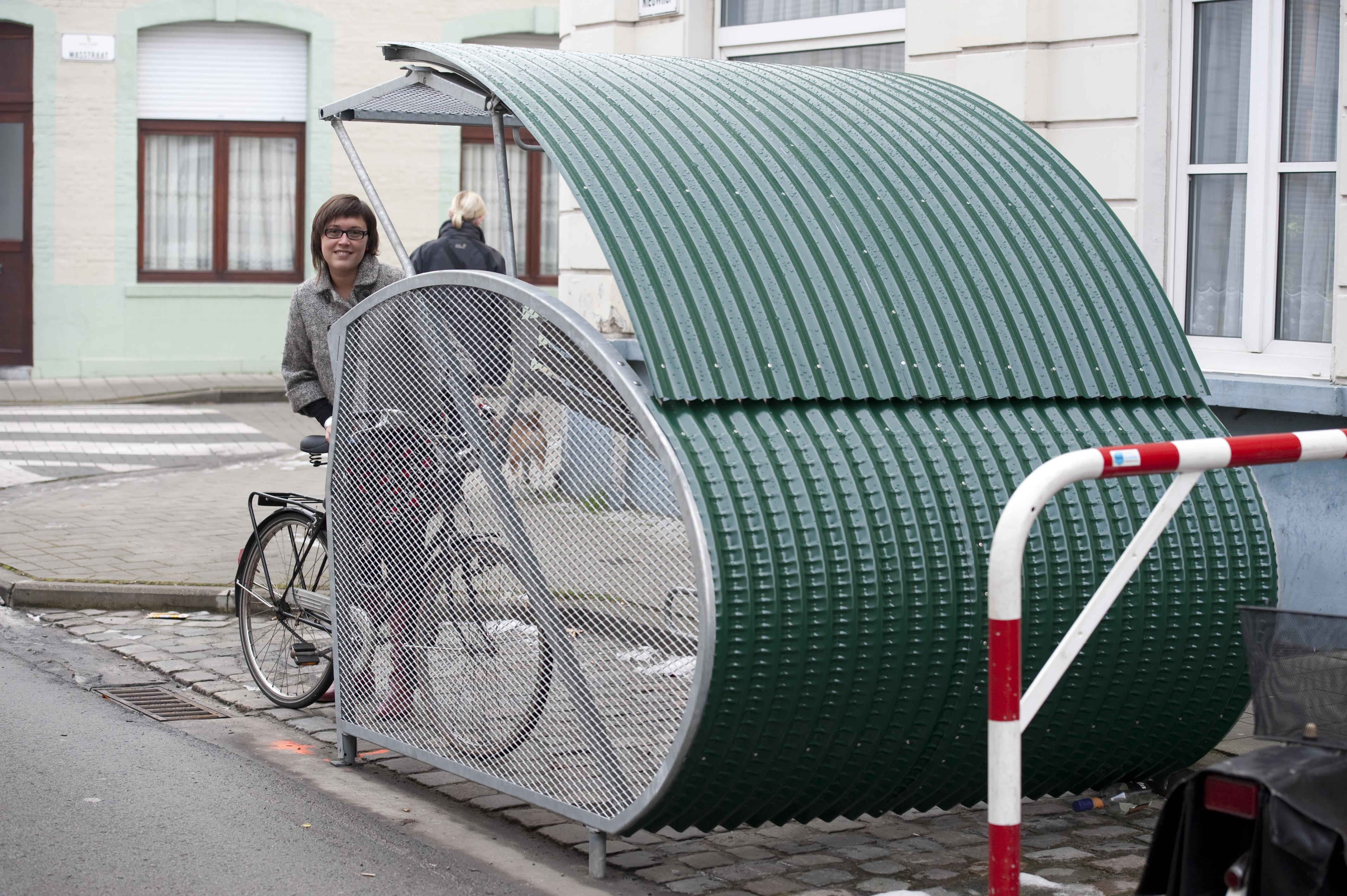
Fietstrommel in Gent

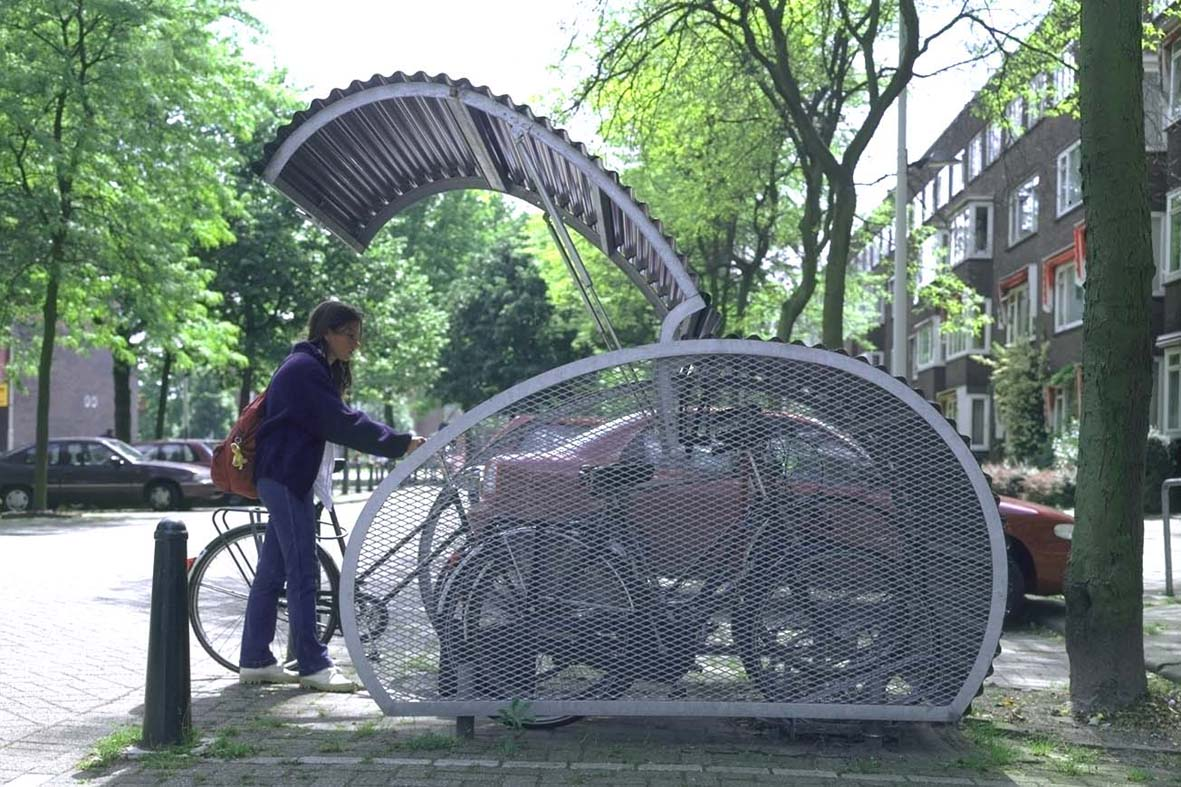
Fietstrommel in Rotterdam

Een fietstrommel is een kleine afsluitbare fietsenstalling. In woonwijken worden fietstrommels soms aan de openbare weg geplaatst ten behoeve van bewoners die niet beschikken over voldoende eigen bergruimte.
Meestal zorgt de plaatselijke overheid voor plaatsing en onderhoud van fietstrommels. Bewoners kunnen een abonnement op een plaats in zo'n stalling nemen.